# Бачюлене-Лемешева Людмила Володимирівна
Людми́ла Володими́рівна Бачюле́не-Ле́мешева (нар. 24 листопада 1937, Запоріжжя) — українська майстриня декоративно-ужиткового мистецтва, член НСХУ (1980).

## Життєпис
Народилася 24 листопада 1937 року у місті Запоріжжя Запорізької області УРСР, нині Україна.

### Освіта
У 1957 році закінчила Дніпропетровське державне художнє училище.

### Трудова діяльність
З 1960 по 1963 роки працювала художником на телебаченні у Дніпропетровську (нині Дніпро), Миколаєві, а також в Норильську з 1963 по 1972 роки.
З 1972 по 1981 роки працювала на комбінатах художнього фонду в Норильську, та Дніпропетровську з 1982 по 1985 роки. 
З 2000 року працює у Палаці дітей та юнацтва в Дніпрі.

### Художня діяльність
Мала персональні виставки у Норильську в 1970 році та Дніпропетровську у 1998 та 2000 роках. 
Для творів Бачюлене-Лемешевої характерні авторські техніки поєднання різних матеріалів. 
Її твори зберігаються в Норильському художньому музеї та Міністерстві культури РФ.

## Основні твори
- «Полювання на птахів» (1975);
- Гобелени «Мерзлота» (1975), «Олень» (1976), «Хуртовина» (1980), «Бабине літо» (1981), «Тиша» (1982–83), «Металургія» (1984);
- Мінігобелени «Соняхи», «Риби», «Прокидайся, Україно» (усі – 2001); декор. штори «Джазові імпровізації» (1985);
- Панно «Хейро (свято весни)» (1975), «Полярна ніч» (1979), «Устремління» (1985), «НЛО» (1986), «Галактика» (1988);
- Концертні декорації для Палацу дітей та юнацтва у Дніпрі (2001).

## Рекомендована література
- Львов А. Мех и металл // Советский Союз. 1973. № 2;
- Хорунжая Я. Для Вас заказов нет // Собеседник. 1988. № 19;
- Людмила Бачюлене-Лемешева. Страждання абрикосового раю // Борисфен. 1994. № 5;
- Ткаленко В. На вернисаже у Золушки // Днепр вечерний. 2000, 10 июня.